# Don Dixon
Don Dixon, född den 13 december 1950, är en amerikansk musikproducent, låtskrivare och basist. Han är ursprungligen från Lancaster, South Carolina och i college var han rumskamrat med författaren Bruce Brooks. Han var sedan en av de mer framgångsrika musikproducenterna inom genren janglepop under tidigt 1980-tal och han tillbringade 13 år som medlem av North Carolina-bandet Arrogance. Dixon medproducerade, tillsammans med Mitch Easter, två av R.E.M.:s album: Murmur (1983) och Reckoning (1984). Han arbetade sedan med flera andra grupper och artister såsom Chris Stamey, The Smithereens, Fetchin Bones och Richard Barone.
Dixon är gift med sångerskan Marti Jones.